# Rã-pintada-da-palestina
A rã-pintada-da-palestina ou rã-pintada-de-hula (Latonia nigriventer) é uma espécie de anfíbio da família Alytidae endêmica de Israel. A espécie habita exclusivamente as margens pantanosas do lago Hula. A espécie está ameaçada devido à drenagem do seu habitat para dar lugar a terras cultiváveis. Sabe-se muito pouco desta espécie que só foi avistada por cientistas cinco vezes antes do provável desaparecimento na década de 1950. A rã-pintada-da-palestina tem cor de ferrugem e a barriga negra ponteada de branco.
Acreditava-se que drenagem do lago Hula e seus pântanos na década de 1950 tinha levado a extinção da rã, junto com as espécies de peixes Acanthobrama hulensis e Tristramella intermedia. Somente cinco espécimes eram conhecidos antes da drenagem da área e subsequente desaparecimento da espécie. Melhorias ambientais na reserva de Hula são consideradas como possíveis causas do reaparecimento da rã.

## Nomenclatura e taxonomia
A espécie foi descrita em 1943 por Heirich Mendelssohn e Heinz Steinitz como Discoglossus nigriventer. Em 2013, uma análise molecular realizada após a redescoberta da rã demonstrou que a espécie pertence a outro gênero, o Latonia, sendo então recombinada para Latonia nigriventer. Outras espécies de Latonia são conhecidas através de material fóssil encontrado por toda Europa, incluindo a península balcânica, e Anatólia datados do Mioceno ao Pleistoceno. Por esse motivo, a espécie foi considerada um fóssil vivo.

## Conservação
A União Internacional para a Conservação da Natureza e dos Recursos Naturais (IUCN) declarou a espécie extinta em 1996, mas o governo de Israel continuou a lista-la como em perigo. O último registro para a espécie tinha sido em 1955. Em 2012, a IUCN reclassificou a espécie como em "perigo crítico".
Em 2000, um pesquisador da organização libanesa para a natureza A Rocha alegou que tinha visto uma espécie de rã que poderia ser a Latonia nigriventer nos pântanos de Aammiq ao sul do vale de Beqaa no Líbano. Duas expedições franco-libano-britânicas nos anos de 2004 e 2005 não conseguiram confirmar a existência desta espécie. Em agosto de 2010, uma busca global organizada pela Amphibian Specialist Group, da IUCN, teve como objetivo a busca por várias espécies de anfíbios consideradas extintas na natureza, incluindo a L. nigriventer.
Em 2011, uma patrulha de rotina na reserva natural de Hula encontrou uma rã desconhecida que foi confirmada pelos cientistas como sendo da espécie L. nigriventer. Um ecologista da Israel Nature and Parks Authority creditou a reidratação da área como a causa do reaparecimento da rã. Em 29 de novembro de 2011, um segundo espécime foi localizado na mesma área. O segundo animal, uma fêmea, foi encontrado no junco a vinte centímetros de profundidade e pesava 13 gramas, metade do peso do macho anteriormente encontrado. Desde a descoberta do primeiro espécime, ao menos mais 10 indivíduos foram avistados, todas na mesma área.